# Ключи (озеро, Верхняя Пышма)
Ключи (Ключевское) — проточное озеро на Урале, в городе Верхней Пышме Свердловской области России.

## Географическое положение

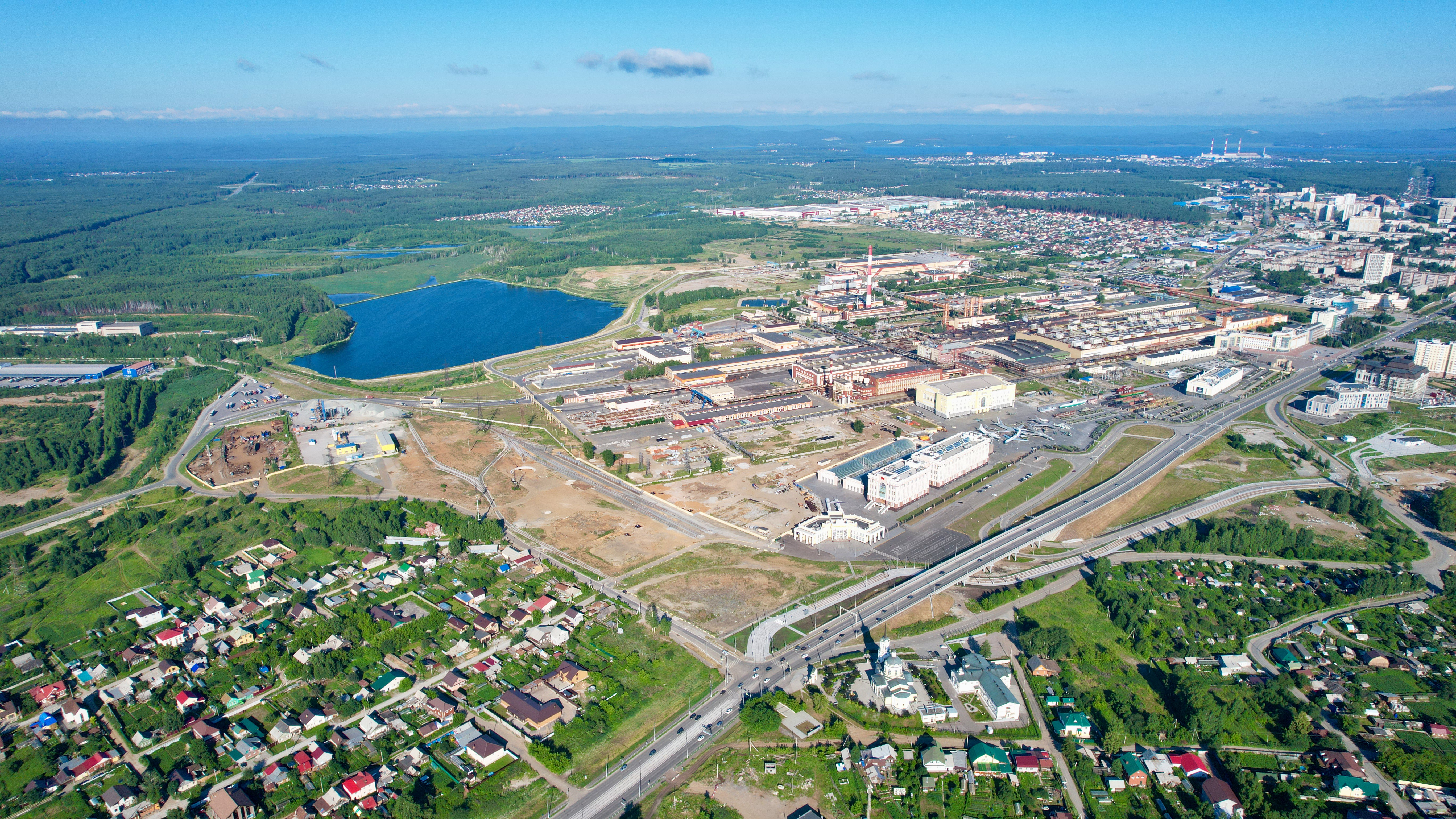
Вид на промплощадку Уралэлектромеди и озеро

Озеро расположено на юге города Верхней Пышмы в 1 километре к северу от ЕКАДа и Екатеринбурга и в 1 километре к западу от шоссе Екатеринбург — Верхняя Пышма. Из озера Ключи берёт свой исток крупная урало-сибирская река Пышма, которая течёт от него далее на юго-восток. Ключи — в основном неглубокое озеро (до 1,5 — 2 метров глубиной) с заиленным дном и заросшими тростником, камышом и кустарником берегами. Значительный приток воды в озеро идёт из болота Молебского и ручья Шувавкишский Исток. Площадь озера — 0,35 (0,05) км². В озере водятся щука, окунь, лещ, чебак.

## История
Название озеру дали, когда оно ещё не было ограничено плотиной 1824—1827 годов для создания напора воды, необходимого для промывки золотоносных пород, которые добывали на Пышминско-Ключевском золотоносном прииске. Но поднявшаяся в озере вода затопила многочисленные ключи, бившие из крутых берегов озера и питавшие его своей чистой водой.